# El Castillo (Oaxaca)
El Castillo es una comunidad en el Municipio de San Juan Bautista Valle N en el estado de Oaxaca. El Castillo está a 60 metros de altitud. 

## Geografía
Está ubicada a 17° 28' 14.16" latitud norte y 96° 9' 56.52" longitud oeste.

## Población
Según el censo de población de INEGI del 2010: la comunidad cuenta con una población total de 273 habitantes, de los cuales 137 son mujeres y 136 son hombres. Del total de la población 40 personas hablan alguna lengua indígena.

## Ocupación
El total de la población económicamente activa es de 84 habitantes, de los cuales 57 son hombres y 27 son mujeres.